# Sapoba astyanax
Sapoba astyanax är en insektsart som beskrevs av Rauno E. Linnavuori 1969. Sapoba astyanax ingår i släktet Sapoba och familjen dvärgstritar. Inga underarter finns listade i Catalogue of Life.